# William Douglas, I marchese di Douglas
William Douglas, I marchese di Douglas (1589 – Douglas Castle, 19 febbraio 1660), è stato un nobile scozzese.

## Biografia
Era il figlio maggiore di William Douglas, X conte di Angus, e di sua moglie, la contessa Elizabeth Oliphant, figlia di Laurence Oliphant, IV Lord Oliphant. 
Poco prima della sua nascita, suo nonno ereditò la contea di Angus e la Signoria di Douglas da un lontano cugino, nel 1591.
Con lo scandalo della cospirazione cattolica pro-spagnola in Scozia, suo padre venne considerato un traditore ma riuscì a difendere la sua eredità e la sua posizione e scelse di andare in esilio a Parigi nel 1608.
Tutto questo ha avuto un effetto sull'infanzia di William e nel 1596 prese il posto del padre in parlamento. 
Nel 1611 successe al padre come conte di Angus. Con il permesso di Giacomo VI di Scozia, viaggiò in Europa (1616-1620 e 1623-1634). Durante la sua assenza i suoi possedimenti vennero gestiti da suo fratello, Lord Mordington, e da suo cugino, William Douglas, VII conte di Morton. 
Nel 1625, alla morte di Giacomo I, ritornò in Inghilterra. Durante la visita del nuovo re in Scozia, in occasione della sua incoronazione, William venne creato marchese di Douglas, conte di Angus, Lord di Abernethy. Egli portò la corona durante l'incoronazione.
Fino al 1638, trascorse la maggior parte del suo tempo a Castle Douglas. Nel 1644, firmò il Patto Nazionale a Douglas Kirk, ma dal 1645 si unì con James Graham, I marchese di Montrose, nella battaglia di Kilsyth. In seguito alla sconfitta nella battaglia di Philiphaugh, venne catturato e imprigionato nel castello di Edimburgo. Fu rilasciato nel 1647 in seguito al pagamento di una grossa multa. Nel 1651, Carlo II gli offrì il comando di un reggimento dell'esercito che stava per invadere l'Inghilterra, ma rifiutò.

## Matrimoni

### Primo Matrimonio
Nel 1601 sposò Margaret Hamilton (1585-1623), figlia di Claude Hamilton, I Lord Paisley. Ebbero sei figli:
- Lady Margaret (1601-1º gennaio 1660), sposò William Alexander, Lord Alexander, non ebbero figli;
- Lady Jean (1602-1669), sposò John Hamilton, I Lord Bargeny, ebbero due figli;
- Lady Grizel (1603-1623), sposò William Carmichael, ebbero tre figli;
- Archibald Douglas, I conte di Ormond (1609-1655);
- Lord James Douglas (1617-21 ottobre 1645);
- Lord William Douglas (?-1633).

### Secondo Matrimonio
Sposò, il 15 settembre 1632, Lady Mary Gordon (1600-1674), figlia di George Gordon, I marchese di Huntly. Ebbero sette figli:
- Lady Henrietta (1633-1º giugno 1673), sposò James Johnstone, I conte di Annandale
- Lady Catherine (1633-1641);
- William Douglas-Hamilton, I conte di Selkirk (24 dicembre 1634-18 aprile 1694);
- George Douglas, I conte di Dunbarton (1635-20 marzo 1691);
- Lady Isabel (1642-2 dicembre 1691), sposò William Douglas, I duca di Queensberry, ebbero quattro figli;
- Lady Jean (1643-1655), sposò James Drummond, I duca di Perth, ebbero tre figli;
- Lady Lucy (1644-8 gennaio 1713), sposò Robert Maxwell, IV conte di Nithsdale, ebbero tre figli.

## Morte
Morì il 19 febbraio 1660 a Douglas Castle, Douglas.